# Stefano d'Antonio di Vanni
Stefano d'Antonio di Vanni  (Florence, vers 1405 - 1483) est un peintre italien actif  au cours du XVe siècle

## Œuvres
- Madonna detta dal collo lungo, Pinacothèque communale, Volterra,
- Battesimo di San Pancrazio, tempera et or sur bois, 68,5 × 52,3 cm, Musée Bandini, Fiesole.
- Annunciation, tempera et or sur bois,  (attribution) en collaboration avec Bicci di Lorenzo[1].
- Crucifixion, Tobiolo e l'Angelo [2]
- Battesimo di Cristo,18 × 31 cm,  Museo Civico Amedeo Lia, La Spezia[3].
- Natività di Gesù, 18,5 × 32 cm, Museo Civico Amedeo Lia, La Spezia[4].
- Crocifissione di Cristo e santi,67 × 44 cm[5].
- Ultima Cena, fresque, Pieve di sant'Andrea, Cercina, Sesto Fiorentino[6].
- Madonna della Cintola, fresque, (v.1430) en collaboration avec Bicci di Lorenzo[7].

## Sources
- A. Padoa Rizzo et C. Frosinini, Stefano d’Antonio di Vanni (1405–1483): Opere e documenti, in “Antichità Viva", XXIII, 1984,no 4/5, pp. 5-33